# Robertinho Silva
Robertinho Silva  (Rio de Janeiro, 1 de junho de 1941) é um baterista e percussionista brasileiro. É considerado um dos definidores da linguagem brasileira para a bateria, ao lado de nomes como Airto Moreira, Edison Machado, Nenê (Realcino Lima Filho), Zé Eduardo Nazário, Dom Um Romão e Paulo Braga. Suas performances misturam virtuosismo e uma capacidade cômica que não raro o torna a atração principal no palco.

## Biografia
Autodidata, começou a tocar bateria ainda criança.
Teve influência dos principais bateristas do samba e bossa nova.
O início de sua carreira, no final dos anos 1960, aconteceu com seu ingresso no grupo “Som Imaginário”, do qual faziam parte também Wagner Tiso, Luiz Alves, Fredera,  Zé Rodrix e Tavito. Desde então tem participado de gravações e concertos com grandes nomes da música nacional e internacional. Participou de vários festivais de música importantes, como os de New Port, Berlim, Free Jazz Festival, JVC New York, Montreaux, Midem, entre outros.
Além das gravações em estúdio, destacam-se suas performances ao vivo com Milton Nascimento (com quem trabalhou por 26 anos), Herbie Hancock João Donato, Tom Jobim, Wayne Shorter, Pat Metheny Paul Horn, George Duke, Egberto Gismonti, Airto Moreira, Flora Purim, Raul de Souza, Dori Caymmi, Cal Tjader, Sarah Vaughan, Gilberto Gil, João Bosco, Toninho Horta, Gal Costa, Nana Caymmi e Chico Buarque. Mais recentemente, trabalhou com os cantores Lisa Ono, Wanda Sá, Mônica Salmaso, o pianista Guilherme Vergueiro, o saxofonista Bud Shank e o guitarrista George Benson.
Em 2009, gravou o disco "Padedê de Sararás", em duo com o guitarrista capixaba Zé Moreira. O disco, independente, foi gravado com o apoio da Lei Rubem Braga.
Atualmente Robertinho Silva dedica-se à carreira solo e à pesquisa dos ritmos folclóricos de todas as regiões do Brasil. Faz shows, ministra cursos, seminários, oficinas e workshops, enfocando ritmos brasileiros. Faz também inúmeros trabalhos com a "Família Silva",  composta por ele e seus filhos,  Ronaldo, Vanderlei, Pablo e Thiago, que também são músicos. Além disso, desenvolve projetos juntamente com companhias de dança e teatro. Em seus planos está o lançamento de um livro sobre os ritmos brasileiros.

## Discografia solo
- 1981 - “Música Popular Brasileira Contemporânea”, pela Philips;
- 1984 - “Bateria”, pelo selo Carmo;
- 1991 - “Bodas de Prata”, pela Sony Music (relançado no Japão em 91 e em 95 nos EUA com o título “Speak no Evil”, dedicado ao saxofonista Wayne Shorter);
- 1995 - “Shot on goal” pelo selo Miles Stone (Fantasy);
- 2000 - “Jaquedu” com o baixista Ney Conceição;
- 2002 - “Mixtura Brasileira” com o guitarrista Alexandre Birkett.
- 2005 - lançou dois discos independentes: “Batucajé”, ao lado dos músicos, e também pesquisadores de ritmos brasileiros - Simone Soul, Alfredo Belo e Jadna Zimmermann - e “Laska Mão”: grupo percussivo de música instrumental brasileira.
- 2009 - "Padedê de Sararás" com Zé Moreira. O disco do duo foi uma produção independente com o apoio da Lei Rubem Braga.
- 2011 - "União" com Eduardo Machado
- 2012 - "Cordas e Tambores" com Alexandre Birkett.
- 2016 - "União 2" com Eduardo Machado